# بوش (لوئیزیانا)
بوش (به انگلیسی: Bush) یک منطقهٔ مسکونی در ایالات متحده آمریکا است که در لوئیزیانا واقع شده‌است.